# Концерт для фортепиано с оркестром (Бузони)
Концерт для фортепиано с оркестром до мажор, соч. 39 (BV 247) ― произведение Ферруччо Бузони, созданное им в период с 1901 по 1904 год. Концерт является одним из крупнейших сочинений, когда-либо написанных в этом жанре ― он длится около 70 минут и состоит из пяти частей; в заключительной части мужской хор поёт текст из финальной сцены поэтической драмы Адама Эленшлегера «Аладдин».
Первое исполнение концерта состоялось в зале Бетховена в Берлине 10 ноября 1904 года, на одном из концертов, полностью посвящённых творчеству Бузони. В роли солиста выступил сам композитор, а Карл Мук дирижировал Берлинским филармоническим оркестром и хором мемориальной церкви кайзера Вильгельма. Публика неоднозначно восприняла концерт: некоторые из критических отзывов о сочинении были наполнены откровенной враждебностью или насмешкой. Год спустя произведение было представлено в Амстердаме с оркестром Консертгебау под управлением самого Бузони, партию фортепиано исполнил Эгон Петри. Относительно малое количество исполнений и записей концерта в последующие годы объясняется большим количеством оркестрантов, необходимым для выступления, сложной музыкальной фактурой произведения, использованием хора и высокими требованиями, предъявляемыми к солисту.
По-видимому, первым композитором, включившим хор в партитуру произведения для фортепиано и оркестра, был Людвиг ван Бетховен ― он сделал это в своей «Хоровой фантазии» (соч. 80) в 1808 году; с тех пор было написано лишь несколько сочинений для подобного состава исполнителей, в их числе ― Восьмой фортепианный концерт Даниэля Штейбельта, впервые исполненный 16 марта 1820 года в Санкт-Петербурге, и Шестой фортепианный концерт (1858) Анри Герца (соч. 192) с хоровым финалом, написанный в 1858 году.
Бузони намеревался посвятить концерт своему другу Уильяму Дэйесу, но он умер в 1903 году. Его дочь Карин Дэйес в 1932 году дала американскую премьеру концерта.

## Сложность исполнения
Помимо технической сложности концерта, существует ещё одна трудность, которая может повлиять на исполнение этого произведения.
Как писал сам Бузони, фортепианные концерты, как правило, создавались по образцу сочинений Моцарта или Бетховена. Основная тематика концертов Моцарта сосредоточена вокруг солиста, который как бы спонтанно создаёт произведение перед слушателями на сцене, а оркестр на протяжении большей части концерта обеспечивает фоновое сопровождение. У Бетховена, напротив, произведение изначально задумывается в симфонических масштабах; фортепиано в его концертах играет второстепенную роль, откликаясь на идеи, которые уже были представлены оркестром (за исключением Четвертого фортепианного концерта).
Бузони объединил эти подходы к композиции в своём фортепианном концерте, создав произведение симфонических масштабов, которое изначально критиковали за то, что в нём присутствует только фортепианное облигато ― из-за него сочинение представляет исключительные трудности для солиста, от которого, тем не менее, часто требуется «внедрить» виртуозные каскады нот и аккордов в общую картину звучания, создаваемую оркестром. Но, как комментирует британский музыковед Эдуард Дент,
несмотря на невероятную сложность сольной партии, концерт Бузони ни в коем случае не демонстрирует виртуозности. Даже его каденции являются всего лишь вспомогательными эпизодами. В то же время фортепианное исполнение редко когда представляет одну тему в её наиболее независимой и доминирующей форме. Почти всегда кажется, что пророческим видением мыслей композитора обладает только оркестр. Солист сидит за фортепиано, слушая, комментируя и украшая оркестровое звучание.

## Структура
Хотя пять частей записаны в партитуре отдельно друг от друга, Бузони заявил, что концерт следует исполнять без перерывов.
1. Prologo e Introito: Allegro, dolce e solenne
2. Pezzo giocoso
3. Pezzo serioso:

Introductio: Andante sostenuto
Prima pars: Andante, quasi adagio
Altera pars: Sommessamente
Ultima pars: a tempo
1. All'Italiana: Tarantella: Vivace; In un tempo
2. Cantico: Largamente (часть с хором)

## Инструментовка
| Фортепиано соло Деревянные духовые флейта-пикколо (во 2 и 4 частях) 3 флейты (+ пикколо в 4 части) 3 гобоя (+ английский рожок во 2, 3 и 5 частях) 3 кларнета (+ бас-кларнет во 2 и 3 частях) 3 фагота Медные 4 валторны; 3 трубы; 3 тромбона; туба Струнные 12 первых скрипок; 10 вторых скрипок; 8 альтов; 8 виолончелей; 8 контрабасов (2 из них ― пятиструнные) | Ударные литавры 3 перкуссиониста: бас-барабан (со 2 по 5 части) тарелки (во 2, 4 и 5 частях) треугольник (во 2, 4 и 5 частях) бубен (во 2 и 4 частях) тамтам (в 3 части) малый барабан (в 4 части) колокольчики (в 4 и 5 частях) Мужской хор (в 5 части) 48 исполнителей (по 8 в каждой группе): I и II теноры, I и II баритоны, I и II басы |